# Txetxu Rojo
Txetxu Rojo, született José Francisco Rojo Arroitia (Bilbao, 1947. január 28. – Leioa, 2022. december 23.) spanyol válogatott baszk labdarúgó, csatár, edző. Testvére José Ángel Rojo szintén labdarúgó. A sportsajtóban Rojo I néven volt ismert.

## Pályafutása

### Klubcsapatban
A bilbaói Athletic Club korosztályos csapatába kezdte a labdarúgást. 1965-ben először a B-csapatban mutatkozott be. 1965 és 1982 között az első csapatban 413 bajnoki mérkőzésen szerepelt és 48 gólt szerzett. Két spanyolkupa-győzelmet ért el az együttessel. Tagja volt az 1976–77-es idényben UEFA-kupadöntős csapatnak.

### A válogatottban
1969 és 1978 között 18 alkalommal szerepelt a spanyol válogatottban és három gólt szerzett.

### Edzőként
1986 és 1989 között a Bilbao Athletic, 1989–90-ben az Athletic Club vezetőedzője volt. 1990 és 1994 között a Celta Vigo szakmai munkáját irányította. Az 1991–92-es idényben a másodosztályban bajnok lett a csapattal.
1994-ben az Osasuna, 1995 és 1997 között a Lleida, 1997–98-ban a Salamanca, 1999–00-ben a Real Zaragoza, 2000–01-ben az Athletic Club, 2001–02-ben ismét a Real Zaragoza együttesénél tevékenykedett. Edzői pályafutását 2004-ben a Rayo Vallecano csapatábál fejezte be.

## Sikerei, díjai

### Játékosként
Athletic Club
- Spanyol kupa (Copa del Generalísimo)
  - győztes (2): 1969, 1973
  - döntős (3): 1966, 1967, 1977
- UEFA-kupa
  - döntős: 1976–77

### Edzőként
Celta Vigo
- Spanyol bajnokság – másodosztály (Segunda División)
  - bajnok: 1991–92

## Statisztika

### Mérkőzései a spanyol válogatottban
| Spanyolország | Spanyolország      | Spanyolország                             | Spanyolország  | Spanyolország | Spanyolország | Spanyolország | Spanyolország | Spanyolország |
| #             | Dátum              | Helyszín                                  | Hazai          | Eredmény      | Vendég        | Kiírás        | Gólok         | Esemény       |
| ------------- | ------------------ | ----------------------------------------- | -------------- | ------------- | ------------- | ------------- | ------------- | ------------- |
| 1.            | 1969. március 26.  | Valencia, Estadio Mestalla                | Spanyolország  | 1 – 0         | Svájc         | barátságos    | -             |               |
| 2.            | 1969. április 23.  | Sevilla, Estadio Ramón Sánchez-Pizjuán    | Spanyolország  | 0 – 0         | Mexikó        | barátságos    | -             | 46'           |
| 3.            | 1970. február 11.  | Sevilla, Estadio Ramón Sánchez-Pizjuán    | Spanyolország  | 2 – 0         | NSZK          | barátságos    | -             |               |
| 4.            | 1970. február 21.  | Madrid, Santiago Bernabéu stadion         | Spanyolország  | 2 – 2         | Olaszország   | barátságos    | -             |               |
| 5.            | 1970. április 22.  | Lausanne, Olimpiai Stadion                | Svájc          | 0 – 1         | Spanyolország | barátságos    | 1             | 7'            |
| 6.            | 1971. november 24. | Granada, Estadio de Los Cármenes          | Spanyolország  | 7 – 0         | Ciprus        | Eb-selejtező  | 1             | 75'           |
| 7.            | 1972. február 16.  | Kingston upon Hull, Boothferry Park (ENG) | Észak-Írország | 1 – 1         | Spanyolország | Eb-selejtező  | 1             | 40'           |
| 8.            | 1972. április 12.  | Szaloniki, Kaftanzogliu-stadion           | Görögország    | 0 – 0         | Spanyolország | barátságos    | -             | 46'           |
| 9.            | 1973. február 21.  | Málaga, Estadio La Rosaleda               | Spanyolország  | 3 – 1         | Görögország   | vb-selejtező  | -             | 78'           |
| 10.           | 1973. október 17.  | Isztambul, İnönü Stadion                  | Törökország    | 0 – 0         | Spanyolország | barátságos    | -             |               |
| 11.           | 1973. november 24. | Stuttgart, Neckarstadion                  | NSZK           | 2 – 1         | Spanyolország | barátságos    | -             | 63'           |
| 12.           | 1975. április 17.  | Madrid, Santiago Bernabéu stadion         | Spanyolország  | 1 – 1         | Románia       | Eb-selejtező  | -             |               |
| 13.           | 1975. november 16. | Bukarest, Augusztus 23. Stadion           | Románia        | 2 – 2         | Spanyolország | Eb-selejtező  | -             | 76'           |
| 14.           | 1976. október 10.  | Sevilla, Estadio Ramón Sánchez-Pizjuán    | Spanyolország  | 1 – 0         | Jugoszlávia   | vb-selejtező  | -             | 70'           |
| 15.           | 1977. február 9.   | Dublin, Lansdowne Road                    | Írország       | 0 – 1         | Spanyolország | barátságos    | -             |               |
| 16.           | 1977. március 27.  | Alicante, Estadio José Rico Pérez         | Spanyolország  | 1 – 1         | Magyarország  | barátságos    | -             | 46'           |
| 17.           | 1978. november 8.  | Párizs, Parc des Princes                  | Franciaország  | 1 – 0         | Spanyolország | barátságos    | -             | 46'           |
| 18.           | 1978. november 15. | Valencia, Estadio Luís Casanova           | Spanyolország  | 1 – 0         | Románia       | Eb-selejtező  | -             | 62'           |
|               | Összesen           |                                           |                | 18            | mérkőzés      |               | 3             | gól           |